# 京都音楽博覧会
京都音楽博覧会（きょうとおんがくはくらんかい）とは、2007年より京都府京都市の梅小路公園で毎年開催されている音楽フェスティバル。略称は「おんぱく」である。
京都出身のロックバンドのくるりが主催しており、アコースティック編成のシンプルな演奏が中心のイベントである。

## 京都音楽博覧会2007
2007年9月23日に開催された。出演者のタイムテーブルは当日の朝発表された。出演アーティストは登場順に以下の通り。
- ふちがみとふなと、リアダン、大工哲弘&カーペンターズ、ジェイソン・フォークナー、Cocco、小田和正、タラフ・ドゥ・ハイドゥークス、くるり

- 途中、二度の豪雨に見舞われたが、舞台上に屋根を設営して続行された。
- 小田和正とくるりのデュエットで歌われた「ばらの花」は、2008年9月3日に発売された、くるりのシングル「さよならリグレット」の4曲目に収録された。

## 京都音楽博覧会2008
2008年9月6日に開催された。出演アーティストは登場順に以下の通り。
- ハンバート ハンバート、アシャ、Lana&Flip、細野晴臣&ワールドシャイネス、大工哲弘&カーペンターズ、小田和正、レイ・ハラカミ、ザ・リアル・グループ、くるり

- くるりのゲストボーカルとして土岐麻子も出演した。開演前にはオープニングアクトとして浜松海の星高等学校の吹奏楽部による演奏も行われた。

## 京都音楽博覧会2009
2009年9月22日に開催された。出演アーティストは登場順に以下の通り。
- ふちがみとふなと、ベン・クウェラー、矢野顕子、BO GUMBO 3 feat.ラキタ、奥田民生、石川さゆり、くるり

- くるりが石川さゆりのために書き下ろした新曲「夜汽車はいつも夢を乗せて」が披露されたが、CDや配信による発売はされていない。

## 京都音楽博覧会2010
2010年9月19日に開催された。出演アーティストは登場順に以下の通り。
- くるり ザ・セッション（ゲスト：大村達身・森信行ほか）、andymori、遠藤賢司、世武裕子、京都魚山聲明研究会、二階堂和美、ジム・オルーク、ザ・ベンチャーズ、くるり

## 京都音楽博覧会2011
2011年9月23日に開催された。出演アーティストは登場順に以下の通り。
- 小田和正、10-FEET、石川さゆり、フジファブリック、細野晴臣、マイア・ヒラサワ、斉藤和義、くるり

- 上記の面々に加え、10-FEETの演奏につじあやのがゲストとして2曲参加した。観客数は京都新聞の報道によれば約1万3千人。
- 2012年5月26日にダイジェスト映像のDVDが発売された。

## 京都音楽博覧会2012
2012年9月22日に開催された。出演アーティストは登場順に以下の通り。
- 木村カエラ、吉田省念（くるり）、雅-MIYAVI-、小山田壮平（andymori）、岸田繁（くるり）、高橋優、山口洋（HEATWAVE）、ホリエアツシ（ストレイテナー）、後藤正文（ASIAN KUNG-FU GENERATION）、ジェームス・イハ、細野晴臣、くるり

- 新たな企画として、普段はバンドで活動しているミュージシャンが単独で出演する「ヒトリ・ジャンボリー」が行われ、くるりからも岸田繁と吉田省念がそれぞれソロで出演した。
- 2012年3月に梅小路公園に隣接して京都水族館が開館し、屋外プールでイルカのショーが行われるようになったため、ショーと演奏時間が重ならないように幕間を取りながらの進行となった。

## 京都音楽博覧会2013
2013年9月22日に開催された。出演アーティストは登場順に以下の通り。
- マイア・ヒラサワ、サンフジンズ、細野晴臣、ヴィレジャーズ、奥田民生、RIP SLYME、くるり

## 京都音楽博覧会2014
2014年9月21日に開催された。出演アーティストは登場順に以下の通り。
- トミ・レブレロ、ヤスミン・ハムダン、サム・リー、tofubeats、椎名林檎、ペンギン・カフェ、くるり。

- 開演前にはサラーム海上のDJで様々なワールドミュージックを紹介する「音楽遊覧飛行」のコーナーが設けられた。
- 椎名林檎のステージでは石川さゆりが飛び入りで参加し、椎名とのデュエットを含めて３曲を歌った[1]。

## 京都音楽博覧会2015
2015年9月20日に開催された。出演アーティストは登場順に以下の通り。
- 高野寛、コスモ・シェルドレイク、木村カエラ、indigo la End、ましまろ、八代亜紀、アントニオ・ロウレイロ、くるり

## 京都音楽博覧会2016
2016年9月18日に開催された。出演アーティストは登場順に以下の通り。
- くるり、テテ、矢野顕子、Mr.Children

- 豪雨によって中断となり、最後に予定されていた、くるりとウィーン・アンバサーデ・オーケストラの演奏が行われなかった。急遽、同日の夜にLINE LIVEの配信にて、くるりとウィーン・アンバサーデ・オーケストラが4曲の演奏を行った。

## 京都音楽博覧会2017
2017年9月23日に開催された。出演アーティストは登場順に以下の通り。
- ディラ・ボン、トミ・レブレロ、京都音博フィルハーモニー管弦楽団、アレシャンドリ・アンドレス＆ハファエル・マルチニ、くるり、Gotch（後藤正文）、田島貴男、UA、布施明、二階堂和美

- 新たな企画として、京都市立芸術大学の卒業生を中心に結成された京都音博フィルハーモニー管弦楽団がくるりと共演し、以降のステージでは「京都音博“生”歌謡ショー」と題して演奏を務めた。

## 京都音楽博覧会2018
- 2018年9月23日に開催された。出演アーティストは登場順に以下の通り。

- never young beach、クラウド・ルー、スターダスト☆レビュー、手嶌葵、ハナレグミ、ASIAN KUNG-FU GENERATION、くるり

- 観客数は京都新聞の報道によれば約1万2300人。[2]

## 京都音楽博覧会2019
2019年9月22日に開催された。出演アーティストは登場順に以下の通り。
- Homecomings、カミラ・メサ＆シャイ・マエストロ、折坂悠太、never young beach、NUMBER GIRL、BEGIN、くるり

- 観客数は京都新聞の報道によれば約1万2000人。[3]

## 京都音楽博覧会2020
2020年9月20日に京都のライブハウス・拾得にてオンラインライブとして開催された。
出演アーティストはくるりと岸田繁楽団の2組。岸田繁楽団はゲストとして畳野彩加（Homecomings）、UCARY & THE VALENTINE、小山田壮平が参加。

## 京都音楽博覧会2021
2021年10月2日に前年に引き続きオンラインで開催された。開催地はくるりの母校である京都・立命館大学。
出演アーティストはくるりのみ。学内にある以学館と学生会館の2カ所でアルバム「天才の愛」を15名で再現する第1部と、シンプルな編成でライブを披露する第2部の2部構成で行われた。映像作品「VOX SET」に収録されている。
メンバーは松本大樹（G）、石若駿（Dr）、中山航介（Per, Pf）、山崎大輝（Per）、野崎泰弘（Key）、ハタヤテツヤ（Key）、副田整歩（Sax、Flute、Clarinet）、野口勇介（Tp、Flugelhorn）、米崎星奈（Horn）、小坂みか（Harp）、加藤哉子（Cho）、ヤマグチヒロコ（Cho）など。

## 京都音楽博覧会2022 in 梅小路公園
2022年10月9日に3年ぶりに梅小路公園で開催された。会場では開催を記念したシングル「真夏日」が販売。
出演アーティストはマカロニえんぴつ、Vaundy、Antonio Loureiro & Rafael Martini、SHISHAMO、槇原敬之、くるりの6組。

## 京都音楽博覧会2023 in 梅小路公園
2023年10月8日・9日に開催。初の2日間開催。
出演アーティスト
- 8日 マカロニえんぴつ / 中村佳穂 / 羊文学 / ハナレグミ / 槇原敬之 / くるりの6組
- 9日 Saucy Dog / 坂本真綾 / sumika / 角野隼斗 / Tigran Hamasyan“StandArt” / 秦基博 / くるりの7組。

## 京都音楽博覧会2024 in 梅小路公園
2024年10月12日・13日に開催。
出演アーティスト
- 12日 ASKA / 菊池亮太 / KIRINJI / Daniele Sepe & Galactic Syndicate / CHO CO PA CO CHO CO QUIN QUIN / 羊文学 / くるりの7組。
- 13日 平野和 / SHOW-GO / フジファブリック / Daniele Sepe & Galactic Syndicate / 玉井詩織（ももいろクローバーZ）feat. 武部聡志 / milet / くるりの7組。

## 交通アクセス
会場である梅小路公園は、最寄りのJR梅小路京都西駅から徒歩3分、京都の市街地に位置する京都駅から徒歩15分の場所に位置する都市公園である。「近隣との結びつきや、地域振興により貢献していくお祭り」というスタンスが、FUJI ROCK FESTIVALに代表されるような他の大型音楽フェスティバルとの違いとなっている。